# Heves vármegyei 1. sz. országgyűlési egyéni választókerület
A Heves vármegyei 1. számú országgyűlési egyéni választókerület egyike annak a 106 választókerületnek, amelyre a 2011. évi CCIII. törvény Magyarország területét felosztja, és amelyben a választópolgárok egy-egy országgyűlési képviselőt választhatnak. A választókerület nevének szabványos rövidítése: Heves 01. OEVK. Székhelye: Eger

## Területe
A választókerület az alábbi településeket foglalja magába:
1. Andornaktálya
2. Átány
3. Besenyőtelek
4. Demjén
5. Dormánd
6. Eger
7. Egerbakta
8. Egerfarmos
9. Egerszalók
10. Egerszólát
11. Felsőtárkány
12. Füzesabony
13. Kerecsend
14. Kömlő
15. Maklár
16. Mezőszemere
17. Mezőtárkány
18. Nagytálya
19. Noszvaj
20. Novaj
21. Ostoros
22. Poroszló
23. Sarud
24. Szarvaskő
25. Szihalom
26. Tiszanána
27. Újlőrincfalva

## Országgyűlési képviselője
| Név              | Párt                                         | Párt        | Terminus    | Megjegyzés                                   |
| ---------------- | -------------------------------------------- | ----------- | ----------- | -------------------------------------------- |
| Nyitrai Zsolt    |                                              | Fidesz-KDNP | 2014 – 2022 | A 2014-es országgyűlési választás eredménye: |
| Nyitrai Zsolt    | A 2018-as országgyűlési választás eredménye: | Fidesz-KDNP | 2014 – 2022 |                                              |
| Dr. Pajtók Gábor |                                              | Fidesz-KDNP | 2022 –      | A 2022-es országgyűlési választás eredménye: |

## Demográfiai profilja
| Iskolai végzettség                | Iskolai végzettség               | Iskolai végzettség | Iskolai végzettség | Iskolai végzettség |
| --------------------------------- | -------------------------------- | ------------------ | ------------------ | ------------------ |
|                                   |                                  |                    |                    | fő                 |
| Általános iskolát nem végezte el  | Általános iskolát nem végezte el |                    | 1849               | 1849               |
| Általános iskola                  | Általános iskola                 |                    | 13822              | 13822              |
| Szakmunkás                        | Szakmunkás                       |                    | 16732              | 16732              |
| Érettségi                         | Érettségi                        |                    | 28622              | 28622              |
| Diploma                           | Diploma                          |                    | 19768              | 19768              |
| A 2022. évi népszámlálás szerint. |                                  |                    |                    |                    |

A Heves vármegyei 1. sz. választókerület lakónépessége 2022. október 1-jén 97 708 fő volt. A 2011-es és a 2022-es népszámlálás között 9031 fővel csökkent a választókerület lakosság száma. A választókerületben a korösszetétel alapján a legtöbben a középkorúak élnek 35 097 fővel, míg a legkevesebben a gyermekek 16 915 fővel. A választókerület lakosságának a 84,7%-nál van internet elérési lehetőség.
A legmagasabb befejezett iskolai végzettség szerint az érettségi végzettséggel rendelkezők élnek a legtöbben 28 622 fő, utánuk a következő nagy csoport a diplomások 19 768 fővel.
Gazdasági aktivitás szerint a lakosság közel fele foglalkoztatott 47 028 fő, második legjelentősebb csoport az inaktív keresők, akik főleg nyugdíjasok 23 961 fővel.
A választókerület legjelentősebb nemzetiségi csoportja a cigány 3139 fő, illetve a német 521 fő. Magyar állampolgársággal nem rendelkező külföldi állampolgárok aránya 1%.
Vallási összetétel szerint a választókerületben lakók legnagyobb vallása a római katolikus (30 496 fő), valamint jelentős közösség még az evangélikusok (5464 fő). A vallási közösséghez nem tartozók száma szintén jelentős (10 832 fő), a választókerületben a második legnagyobb csoport a római katolikus vallás után. 

## Országgyűlési választások
| Párt                             |           | Jelölt        | Szavazatok | %     | ± %   |
| -------------------------------- | --------- | ------------- | ---------- | ----- | ----- |
| Fidesz-KDNP                      |           | Pajtók Gábor  | 29 703     | 52.19 | 5.75  |
| Egységben Magyarországért        |           | Berecz Mátyás | 20 772     | 36.50 | 12.73 |
| Mi Hazánk                        |           | Pápai Ákos    | 3945       | 6.61  | Új    |
| MKKP                             |           | Vass Veronika | 1400       | 2.46  | 1.33  |
| MEMO                             |           | Kacsó Sándor  | 634        | 1.11  | Új    |
| Normális Párt                    |           | Nagy Ágnes    | 454        | 0.80  | Új    |
| Megjelent                        | Megjelent | Megjelent     | 57 616     | 70.93 | 0.45  |
| A Fidesz-KDNP tartja a körzetet. |           |               |            |       |       |

| Párt                             |           | Jelölt                 | Szavazatok | %     | ± %   |
| -------------------------------- | --------- | ---------------------- | ---------- | ----- | ----- |
| Fidesz-KDNP                      |           | Nyitrai Zsolt          | 27 374     | 46.44 | 7.5   |
| Jobbik                           |           | Mirkóczki Ádám         | 23 115     | 39.22 | 10.85 |
| DK                               |           | Kertészné Kormos Noémi | 3987       | 6.76  | 18.61 |
| LMP                              |           | Komlósi Csaba          | 1914       | 3.25  | 1.4   |
| MKKP                             |           | Várady Zoltán          | 664        | 1.13  | Új    |
| Egyéb pártok                     |           |                        | 1890       | 2.06  | 0.17  |
| Megjelent                        | Megjelent | Megjelent              | 59 559     | 71.38 | 6.8   |
| A Fidesz-KDNP tartja a körzetet. |           |                        |            |       |       |

| Párt                                |           | Jelölt         | Szavazatok | %     | ± % |
| ----------------------------------- | --------- | -------------- | ---------- | ----- | --- |
| Fidesz-KDNP                         |           | Nyitrai Zsolt  | 21 151     | 38.94 |     |
| Jobbik                              |           | Mirkóczki Ádám | 15 410     | 28.37 |     |
| Összefogás                          |           | Szalóczi Géza  | 13 781     | 25.37 |     |
| LMP                                 |           | Csarnó Ákos    | 2528       | 4.65  |     |
| Szociáldemokraták                   |           | Bodnár Pál     | 228        | 0.42  |     |
| Egyéb pártok                        |           |                | 1213       | 2.23  |     |
| Megjelent                           | Megjelent | Megjelent      | 54 899     | 64.58 |     |
| A Fidesz-KDNP nyeri meg a körzetet. |           |                |            |       |     |

## Ellenzéki előválasztás – 2021
| Frakció                             |                 | Jelölő szervezetek              | Jelölt          | Szavazatok | %     |
| ----------------------------------- | --------------- | ------------------------------- | --------------- | ---------- | ----- |
| DK                                  |                 | DK, LMP, Liberálisok, Jobbik    | Berecz Mátyás   | 3942       | 72.34 |
| Momentum                            |                 | Momentum, MSZP, Párbeszéd, ÚVNP | Jánosi Zoltán   | 1507       | 27.66 |
| Összes szavazat                     | Összes szavazat | Összes szavazat                 | Összes szavazat | 5449       |       |
| Berecz Mátyás nyeri meg a körzetet. |                 |                                 |                 |            |       |